# Леді

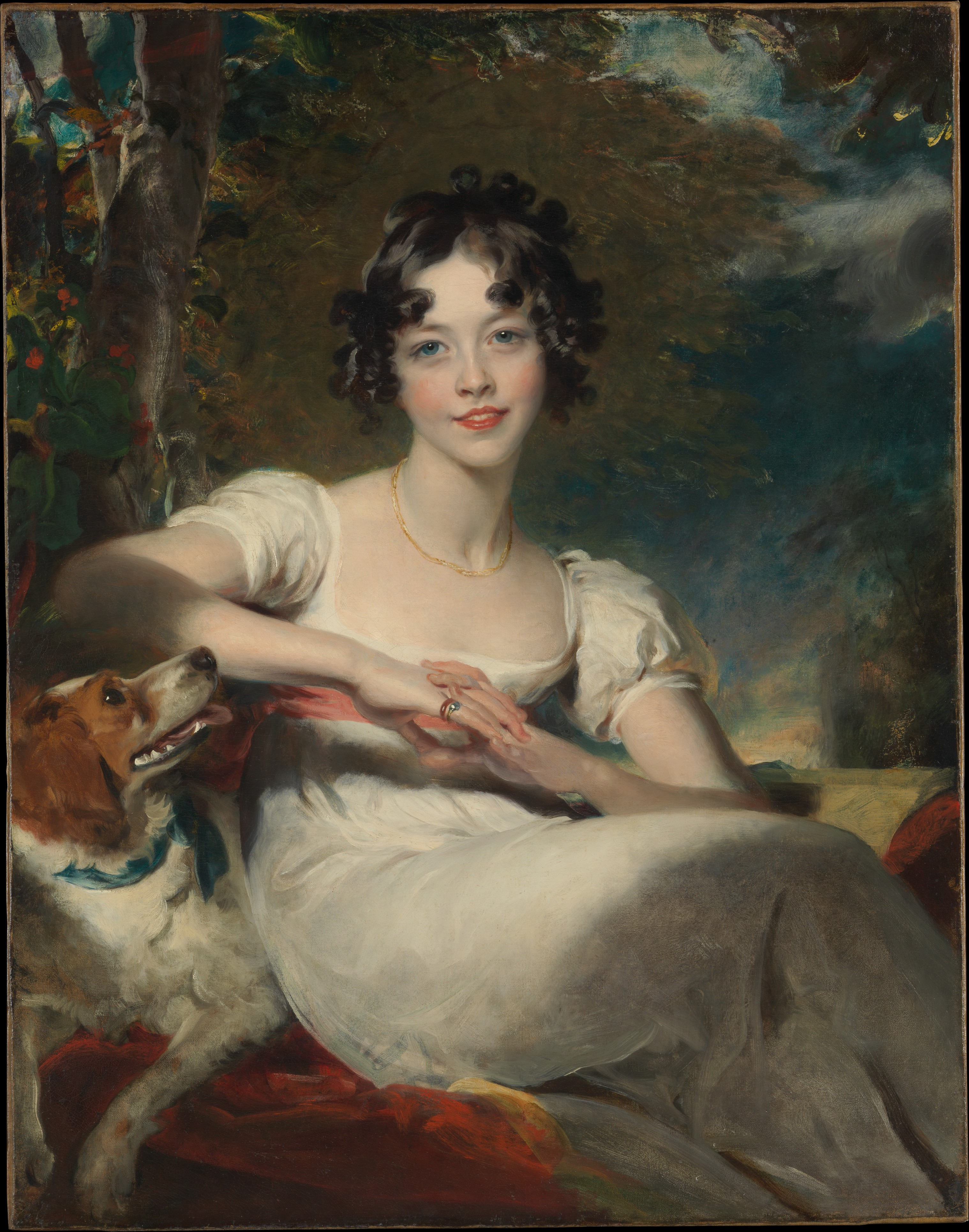
Томас Лоуренс, «Леді Марія Конінґем», 1824–1825

Леді (англ. Lady) — термін для позначення дівчини чи жінки з різними конотаціями. Колись використовувався для опису лише жінок високого соціального класу чи статусу, еквівалент лорда, тепер він може стосуватися будь-якої дорослої жінки, подібно тому, як джентльмен може використовуватися для чоловіків. Неофіційне використання іноді є евфемістичним («леді ночі» для повії) або, на американському сленгу, поблажливим у прямому зверненні (еквівалент «містер» або «чоловік»).
«Леді» також є офіційним титулом у Великій Британії. «Леді» вживається перед прізвищем жінки зі шляхетським титулом або почесним титулом suo jure (за її власним правом), або дружини лорда, баронета, шотландського феодального барона, лерда або лицаря та також перед ім'ям дочки герцога, маркіза або графа.

## Етимологія
Слово походить від староанглійського hlǣfdige; перша частина слова є видозміненою формою hlāf, «хліб, хліб», також можна побачити у відповідному hlāford, «пан». Друга частина зазвичай походить від кореня dig-, «місити», що також зустрічається в тісті ; розвиток сенсу від хлібоміса, або хлібопекаря, до звичайного значення, хоча його не можна чітко простежити історично, може бути проілюстровано значенням «лорд».

## Використання

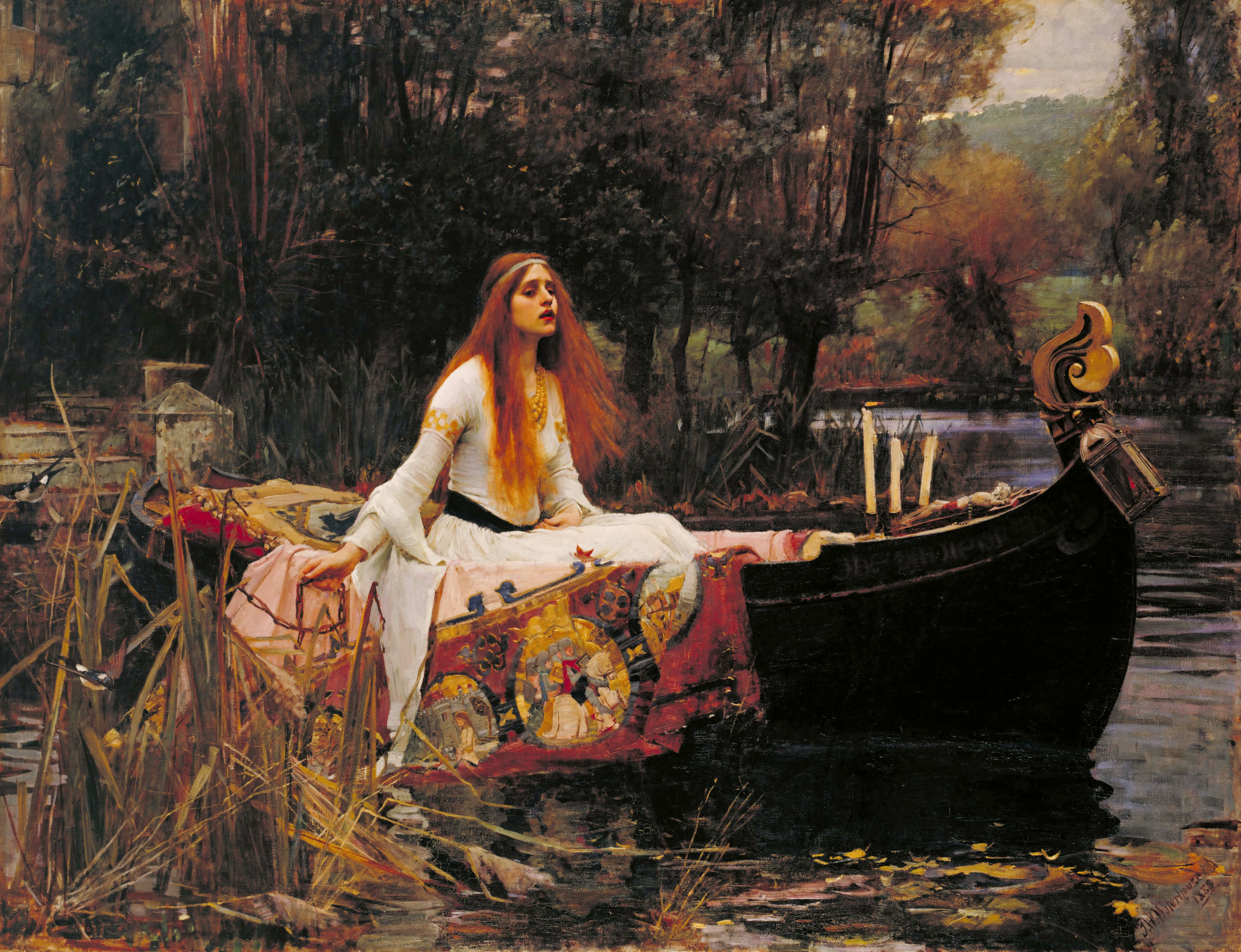
Джон Вільям Вотерхаус «Леді з Шалотт», 1888 (Галерея Тейт, Лондон, Англія)

Первинне значення «господині дому» зараз здебільшого застаріло, за винятком терміну «поміщиця» та в усталених фразах, таких як «леді дому». Це значення збереглося в південних штатах США. У деяких контекстах «леді» є синонімом старомодного слова «джентльвумен», що означає людину з високим соціальним статусом за походженням і вихованням, але не обов'язково має титул. Термін також використовується в таких назвах, як перша леді та леді мерова, дружини обраних або призначених посадових осіб.
У багатьох європейських мовах еквівалентний термін служить загальною формою звернення, еквівалентною англійському Mrs (французька Madame, іспанська Señora, італійська Signora, німецька Frau, польська Pani, українська пані тощо). У цих мовах правильно звертатися до жінки, чиє ім'я невідоме, мадам, сеньйора тощо, але у ввічливому англійському вживанні слово «леді» протягом століть зазвичай було лише терміном звернення у множині, який також є випадок для «джентльмена». Вживання кличного відмінка в однині (тобто для прямого звернення до когось) колись було поширеним, але здебільшого обмежилося поезією. У деяких діалектах воно все ще може використовуватися для звернення до невідомої жінки в грубій манері, часто в наказовому або запитальному контексті, аналогічно «містер» для невідомого чоловіка: наприклад, «Гей, леді, вам сюди не дозволено!» У такому вживанні слово «леді» дуже рідко пишеться з великої літери. Звичайний англійський термін для ввічливого звернення до жінки — мадам або його абревіатура ма'ам.
В англійській мові порівняно небагато назв посад не мають гендерного розподілу.  Деякі назви посад є гендерно нейтральними, наприклад, листоноша (поштовий працівник), але там, де є загальне слово з суфіксом -man, іноді -lady може використовуватися як еквівалент, наприклад, листоноша та (іноді) постледі. Використання слова «леді» в назвах професійних посад, які раніше належали чоловікам, втратило прихильність фемінізму другої хвилі (леді-лікар, леді-інженер, леді-суддя), хоча леді-лікар іноді вживається працівником охорони здоров'я під час запису на прийом у центр здоров'я групової практики, щоб ситуація була зрозуміла пацієнту.  Воно все ще використовується в деяких інших професіях, щоб віддати гідність і висловити повагу менш кваліфікованій роботі, наприклад, прибиральниці в приватних будинках і в комерційних приміщень, а також медсестер і фельдшерок.
І британські, і американські коментатори відзначили зміну використання слова «леді» в середині ХХ століття. Американський журналіст Вільям Аллен Вайт зазначив одну з труднощів у своїй автобіографії 1946 року. Він розповідає, що жінка, яка заплатила штраф за проституцію, прийшла до його газети, щоб протестувати не проти того, що було повідомлено про її засудження, а через те, що газета назвала її «жінкою», а не «леді». Вайт запевнив своїх читачів, що після цього інциденту жінки в його газетах називалися «жінками», за винятком поліцейських, які були «леді». Британський історик Ненсі Мітфорд у 1954 році написала впливове есе «U vs. non-U», в якому вона відзначила класові відмінності: жінки нижчого класу настійно воліли, щоб їх називали «леді», тоді як жінки з вищого соціального середовища задовольнялися тим, щоб ідентифікуватися як «жінки». Коментуючи це слово в 1953 році, К. С. Льюїс писав, що «охоронець у Голловеї сказав, що це жіноча в'язниця!» Термін «баґ-леді» (бродяга) — це евфемізм для жінки, яка пережила важкі часи; «леді ночі» — це ввічливий термін для повії.
У британській англійській мові «леді» часто, але не завжди, є просто ввічливим синонімом «жінки». Громадські вбиральні часто вирізняються табличками, які показують просто «Леді» або «Джентльмени». «Леді» може мати формальний і шанобливий характер, вживаючись для опису літньої жінки як «старої леді» або коли мова йде про жінку з дитиною (наприклад, — Віддай гроші леді). Воно залишається вживаним як відповідник слову «джентльмен» у фразі множини «леді та джентльмени» і, як правило, взаємозамінне (у строго неформальному сенсі) словом «жінка» (наприклад, «Леді в магазині сказала, що я може повернути цей товар протягом тридцяти днів»). Однак деякі жінки, починаючи з появи другої хвилі фемінізму, заперечували проти терміну, який використовується в таких контекстах, як останній приклад, стверджуючи, що цей термін звучить поблажливим і застарілим, коли вживається таким чином; чоловіка в цьому ж контексті не обов'язково називали б «джентльменом». Одна з феміністських прихильниць мовної реформи, Робін Лакофф, у своїй книзі « Мова і місце жінки» (1975) особливо підняла питання про те, як «леді» не використовується як аналог «джентльмена». Вчена Елізабет Рейд Бойд припускає, що у ХХІ столітті феміністське використання слова «леді» відновилося.

### Британські титули
Формально «Леді» є жіночим аналогом вищих рангів у суспільстві, від джентльменів, через лицарів, до перів королівства. У середні віки принцес або дочок королівської родини зазвичай називали іменами з префіксом «Леді», наприклад Леді Єлизавета; оскільки в давньоанглійській та середньоанглійській мовах не було жіночого еквівалента принцам, графам чи іншим королівським чи шляхетним особам. Окрім королеви, жінки королівського та знатного статусу просто носили титул «Леді».
Як шляхетський титул слово «леді» в Британії використовується паралельно до слова «лорд». Таким чином, це менш формальна альтернатива повному титулу, що дає конкретний ранг, маркізи, графині, віконтеси чи баронеси, чи то як титул рангу чоловіка за правом чи ввічливістю, чи як власний титул дами. Титул переси вживається з означальним артиклем: дружина лорда Морріса — «леді Морріс». Титул вдови, отриманий від чоловіка, стає вдовою, напр Вдова леді Сміт.
Титул «Леді» також використовується для жінки, яка є дружиною шотландського феодального барона або лерда, титул «Леді» передує назві баронства або лердства. У випадку молодших синів герцогині чи маркізи, які мають титул ввічливості «лорд» із префіксом імені та прізвища, дружина відома за ім'ям та прізвищем чоловіка з префіксом «леді», наприклад Леді Джон Сміт. Доньки герцогів, маркізів і графів є ввічливими «леді»; тут цей титул додається до імені та прізвища жінки, напр Леді Джейн Сміт, і це зберігається, якщо леді виходить заміж за простолюдина, напр Містер Джон і леді Джейн Сміт. «Леді» також є звичайним титулом дружини баронета чи лицаря, але в цьому випадку без християнського імені: «Леді» лише з прізвищем чоловіка, сер Джон та леді Сміт. Коли жінка розлучається з лицарем і він знову одружується, новою дружиною буде леді Сміт, а колишньою дружиною стає Джейн, леді Сміт.
Жінки-члени Ордена Підв'язки та Ордена Будяка також отримують префікс «Леді»; тут цей титул додається до імені та прізвища жінки, напр Леді Меріон Фрейзер, LT, з номінальним постом LG або LT відповідно, і це зберігається, якщо жінка виходить заміж.

## Інші значення

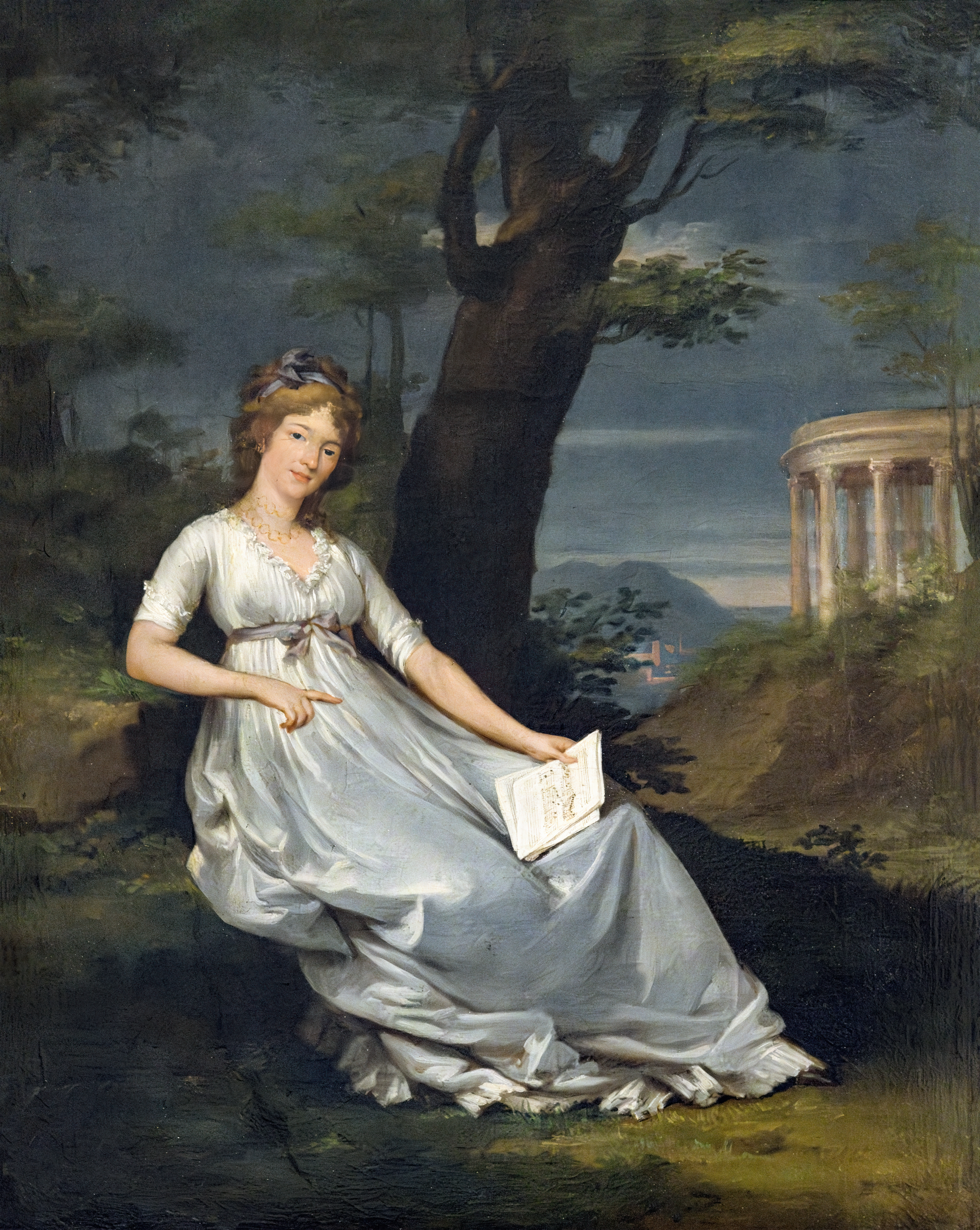
Теодоро Маттеїні, «Портрет молодої леді з нотами», 1797

Спеціальне використання слова як титулу Діви Марії, зазвичай Богоматері, представляє латинське Domina Nostra. У День леді і Леді каплиця це слово правильно є родовим, що означає hlǣfdigan «леді».
Це слово також використовується як титул вікканської богині Леді.
Маргарет Тетчер неофіційно називали так само багато її політичних колег під час прем'єр-міністра Великої Британії. Пізніше її чоловік отримав титул баронета, що зробило її леді Тетчер. Після того, як вона вийшла у відставку, вона отримала титул баронеси Тетчер, Кестевен у графстві Лінкольншир, і згодом була відома як «Леді Тетчер».
В інших країнах Співдружності це слово вживається подібно до аристократичного вживання в Британії. У Гані, наприклад, дружина асантехене з народу ашанті відома як леді Джулія Осей Туту. У Нігерії аристократи йоруба Кофоворола, леді Адемола та Ойінкансола, леді Абайомі використовували титул, оскільки вони були дружинами британських лицарів.